# La Bataille de San Pietro
Pour plus de détails, voir Fiche technique et Distribution.
La Bataille de San Pietro (The Battle of San Pietro) un film documentaire américain de John Huston, relatif à l'attaque de la ville de San Pietro, entre Naples et Rome, par la 5e armée américaine en décembre 1943.

## Synopsis
Chronique de la bataille livrée dans San Pietro et réflexion sur les horreurs de la guerre et le prix de la liberté reconquise.

## Fiche technique
- Titre original : The Battle of San Pietro
- Titre français : La Bataille de San Pietro
- Réalisation : John Huston
- Assistant de John Huston (non crédité) : Eric Ambler
- Scénario : John Huston
- Société de production : The Army Historical Service
- Société de distribution : département de la Guerre des États-Unis
- Pays de production :  États-Unis
- Langue : anglais
- Durée : 31 minutes
- Date de sortie :

États-Unis : 12 juillet 1945 (première à New York)

## Distribution
- John Huston : narrateur